# La Fête des mères (film, 1969)
Pour les articles homonymes, voir La Fête des mères.
 (juillet 2025).
Pour plus de détails, voir Fiche technique et Distribution.
La fête des mères est un court métrage français réalisé par Gérard Pirès sorti en 1969.

## Synopsis
Un couple et leur fille débarquent en Dauphine comme tous les ans, pour la fête des mères, chez de la famille en banlieue. Le repas s'efforce d'être convivial malgré le niveau très beauf de la conversation, les invectives et les noms d'oiseaux. Un moment Eliane, la jeune fille nymphomane s’éclipse sous prétexte d'aller chercher le champagne. Elle revient accompagnée de deux bandits en cavale. Les gangsters vont braquer toute la famille et l'un d'eux s'installera sur le lit en compagnie d'Eliane. À l'arrivée de la police, la famille fera sortir les bandits par une porte dérobée et leur donnera la Dauphine. Ils congratulent ensuite les policiers avec une telle ferveur que ceux-ci n'arrivent pas à poursuivre les malfaiteurs.

## Fiche technique
- Réalisateur : Gérard Pirès
- Producteurs : Les Films de la Pléiade
- Pays :  France
- Durée : 17 minutes

## Distribution
- Jacques Espagne : P'tit Louis, l'homme en costume
- Micha Bayard : Germaine, la femme de P'tit Louis
- Sonia Vareuil : Eliane, la jeune fille
- Daniel Prévost: Le maître de maison
- France Rumilly : Suzanne, la maîtresse de maison
- Gabrielle Doulcet : La grand-mère
- Georges Beller : Le premier bandit
- Marc Lamole : Le second bandit
- Didier Kaminka : Le flic gradé (non crédité)
- Jacques Higelin